# Port-Sainte-Foy-et-Ponchapt
Port-Sainte-Foy-et-Ponchapt là một xã của Pháp, nằm ở tỉnh Dordogne trong vùng Aquitaine của Pháp.

## Thông tin nhân khẩu
| Năm    | 1962  | 1968  | 1975  | 1982  | 1990  | 1999  | 2006  |
| ------ | ----- | ----- | ----- | ----- | ----- | ----- | ----- |
| Dân số | 1 594 | 1 798 | 1 872 | 2 093 | 2 222 | 2 345 | 2 335 |

}}